# Christian Wohlmutter
Christian Wohlmutter (* 29. September 1988) ist ein österreichisch-ungarischer Triathlet. Er ist Vizeweltmeister der Amateure im Duathlon (2007) und Triathlon-Staatsmeister U23 auf der Halbdistanz (2009).

## Werdegang
Christian Wohlmutter studierte Geoinformation und Kartographie an der TU Wien. Im Mai 2007 wurde er in Ungarn Duathlon-Vizeweltmeister in der Altersklasse 18–19.
2009 wurde er österreichischer U23-Meister auf der Triathlon-Halbdistanz und im Mai 2010 konnte er sich in St. Pölten für einen Startplatz bei der Weltmeisterschaft in Florida qualifizieren. Er startete für TRI Kagran. Seit 2010 tritt er nicht mehr international in Erscheinung.
Christian Wohlmutter arbeitet heute als Kartograph und lebt in Leoben.
Er kündigte in sozialen Medien einen Start und sein Comeback beim Ironman 70.3 Marbella im April 2019 an.

## Sportliche Erfolge
| Datum/Jahr    | Rang | Wettbewerb                                                     | Austragungsort | Zeit     | Bemerkung |
| ------------- | ---- | -------------------------------------------------------------- | -------------- | -------- | --- |
| 13. Nov. 2010 | 55   | Ironman 70.3 World Championships                               | Clearwater     | 04:06:08 | Als bester Österreicher bei der Weltmeisterschaft in Florida wurde Wohlmutter Siebter in der Altersklasse 18–24. |
| 28. Aug. 2010 | 3    | Austria-Triathlon                                              | Podersdorf     |          | Dritter auf der Halbdistanz                                                                                      |
| 30. Mai 2010  | 21   | Ironman 70.3 Austria                                           | St. Pölten     | 04:08:53 | Zweiter in der Altersklasse M-18 – und damit qualifiziert für einen Startplatz bei der WM in Clearwater          |
| 29. Aug. 2009 | 4    | Austria-Triathlon                                              | Podersdorf     |          | Vierter auf der Halbdistanz                                                                                      |
| 9. Mai 2009   | 1    | ÖTRV Österreichische Meisterschaft Triathlon Mitteldistanz U23 | Graz           | 03:50:15 | Triathlon-Staatsmeister U23 auf der Halbdistanz                                                                  |
| 2008          | 7    | 15. Int. Hornbach Krems Triathlon                              | Krems          | 02:03:34 | Dritter in der AK U23 auf der olympischen Distanz (1,5 km Schwimmen, 40 km Radfahren und 10 km Laufen)           |
| 12. Aug. 2007 | 29   | ETU Triathlon Junior European Cup                              | Tiszaújváros   | 01:00:42 | |

| Datum/Jahr   | Rang | Wettbewerb                       | Austragungsort | Zeit     | Bemerkung                                                                  |
| ------------ | ---- | -------------------------------- | -------------- | -------- | -------------------------------------------------------------------------- |
| 20. Mai 2007 | 2    | ITU Duathlon World Championships | Győr           | 01:46:30 | Duathlon Vizeweltmeister in der Altersklasse 18–19 (nicht Elite-Kategorie) |

(DNF – Did Not Finish)

## Weblink
- Profil und Resultate von Christian Wohlmutter in der Datenbank der ITU auf Triathlon.org, abgerufen am 15. August 2018 (englisch).